# Medal Australijski Straży Pożarnej
Medal Australijski Straży Pożarnej ang. Australian Fire Service Medal, skr. AFSM) – australijskie cywilne odznaczenie ustanowione 12 kwietnia 1988, zastępujące dotychczasowe brytyjskie: Medal Królowej dla Straży Pożarnej za Dzielność, Medal Królowej dla Straży Pożarnej za Wybitną Służbę i Medal Straży Pożarnej za Długoletnią Służbę i Dobre Zachowanie.
Przyznawane jest za wybitną służbę  („distinguished service”), członkom wszystkich australijskich formacji straży pożarnej (zarówno państwowych jak i ochotniczych), z których można przyznać rocznie jeden medal na 1000 pracowników (lub mniej), jeden medal na 5000 ochotników lub pomocników (lub mniej), jeden medal dla członka służby pożarniczej Wspólnoty Narodów i jeden medal jako okazjonalna nagroda.
Medal może zostać przyznany jednej osobie tylko raz.
W australijskiej kolejności starszeństwa odznaczeń zajmuje miejsce bezpośrednio po Medalu Australijskim Policyjnym, a przed Medalem Pogotowia Ratunkowego.
Osoby odznaczone tym medalem mają prawo umieszczać po swoim nazwisku litery „AFSM”.